# Donacidae
Famille
Genres de rang inférieur
- voir paragraphe #Liste des genres

Les Donacidae sont une famille de mollusques bivalves aquatique.

## Description
Ils ont une coquille peu renflée, allongée, triangulaire et inéquilatérale, avec la partie postérieure
plus courte que l’antérieure. Exception chez les Bivalves, leur crochet est opisthogyre. Leur  charnière hétérodonte a deux petites dents cardinales et des dents latérales. La coquille sinupalliée est de type dimyaire (deux empreintes adductrices de taille peu inégale). Sinus palléal profond, largement.

## Liste des genres
Selon WoRMS en 2025, le nombre de genres référencés est de six :
- Donax Linnaeus, 1758
- Egerella Stoliczka, 1870 † genre éteint
- Galatea Bruguière, 1797
- Hecuba Schumacher, 1817
- Iphigenia  Schumacher, 1817
- Latona Schumacher, 1817